# Hans-Werner Klünner

Grab von Hans-Werner Klünner (Friedhöfe vor dem Halleschen Tor)

Hans-Werner Klünner (* 13. Mai 1928 in Berlin; † 14. Oktober 1999 ebenda) war ein deutscher Regionalhistoriker.

## Leben
Er erlernte den Beruf des Schriftsetzers und arbeitete im Referat Öffentlichkeitsarbeit der Senatsverwaltung für Bau- und Wohnungswesen von West-Berlin. Ab 1952 war er Mitglied des Vereins für die Geschichte Berlins. Ab 1958 saß er im Vorstand der Landesgeschichtlichen Vereinigung für die Mark Brandenburg, zunächst als Archivar, dann ab 1978 auch als Zweiter Vorsitzender. Am 1. Oktober 1999 erhielt er den Verdienstorden des Landes Berlin. Er wurde auf den Friedhöfen vor dem Halleschen Tor in Berlin begraben.

## Schriften (Auswahl)
- Spandau und Siemensstadt, so wie sie waren. Düsseldorf 1978, ISBN 3-7700-0504-X.
- Panorama der Straße Unter den Linden vom Jahre 1820. Berlin 2013, ISBN 978-3-89479-815-4.